# Lamorlaye
Lamorlaye ist eine französische Stadt mit 9097 Einwohnern (Stand 1. Januar 2022) im Département Oise in der Region Hauts-de-France. Die Einwohner werden Morlacuméen genannt.

## Lage
Die Stadt Lamorlaye liegt nahe der Mündung der Thève in die Oise an der Grenze zum Département Val-d’Oise im Regionalen Naturpark Oise-Pays de France, zwölf Kilometer südlich von Creil und 35 Kilometer nördlich der Innenstadt von Paris. Die Nachbargemeinden sind Gouvieux im Norden, Chantilly im Nordosten, Coye-la-Forêt im Südosten, Asnières-sur-Oise im Süden sowie Boran-sur-Oise im Westen. Lamorlaye befindet sich an der Grenze zur Region Île-de-France. Eine Besonderheit von Lamorlaye ist, dass die eigentliche Altstadt heute das östliche Drittel der Kommune bildet, die Mitte und das westliche Drittel im Wald Forêt de Lys liegen. Die Parzellierung und Bebauung in den Wald begann 1925. Im Westen reicht das Stadtgebiet bis auf 150 m an die Oise heran.

## Bevölkerungsentwicklung
| Jahr                       | 1962 | 1968 | 1975 | 1982 | 1990 | 1999 | 2011 | 2021 |
| -------------------------- | ---- | ---- | ---- | ---- | ---- | ---- | ---- | ---- |
| Einwohner                  | 2599 | 3757 | 5077 | 6681 | 7709 | 8101 | 9279 | 8993 |
| Quellen: Cassini und INSEE |      |      |      |      |      |      |      |      |

## Sehenswürdigkeiten
- Schloss Lamorlaye aus dem Jahr 1820
- Schloss Broglie
- Kirche Saint-Nicolas
- Kapelle Saint-Vaast
- Mennoniten-Tempel (Chapelle évangélique mennonite)

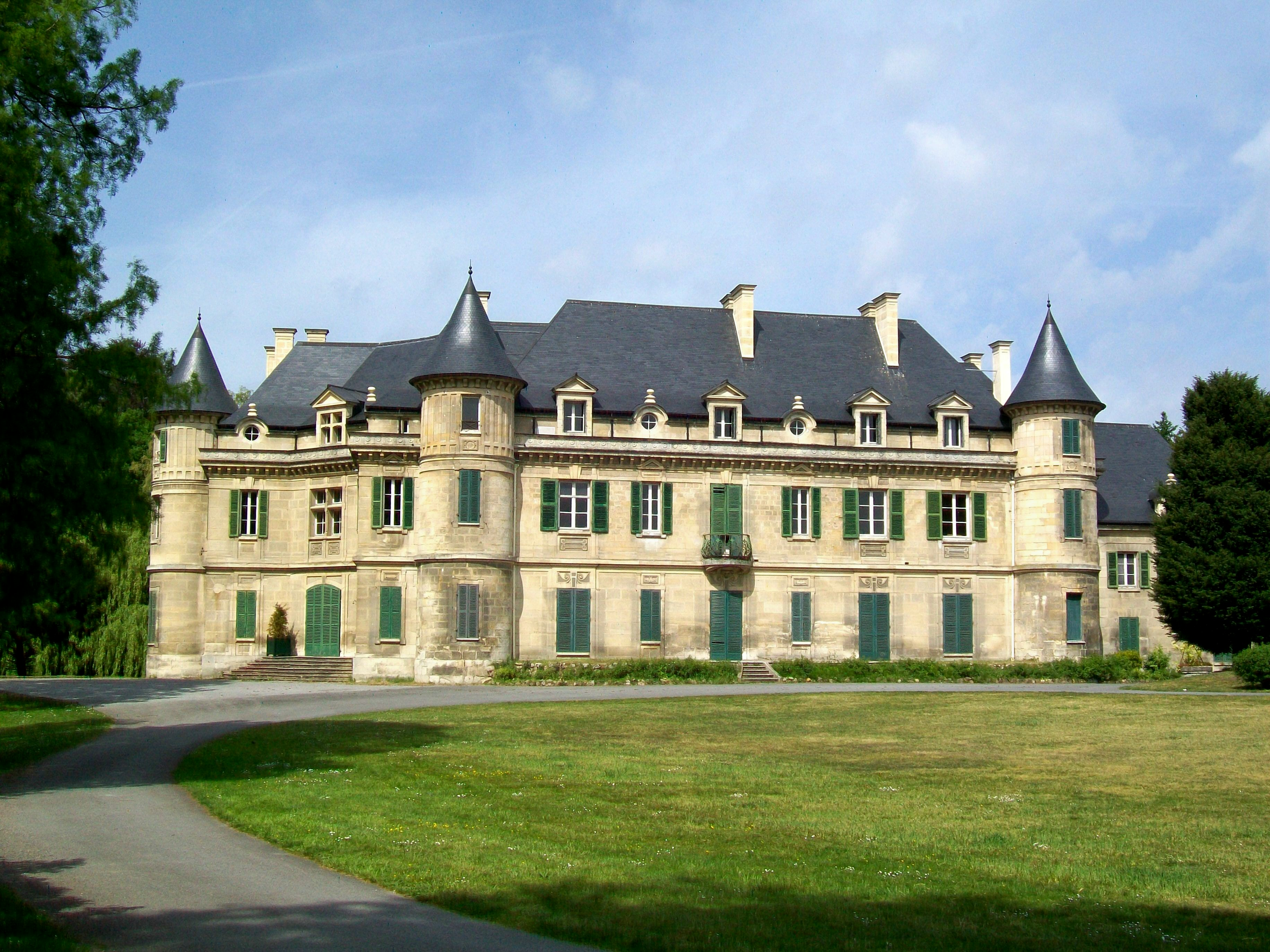
Schloss Lamorlaye
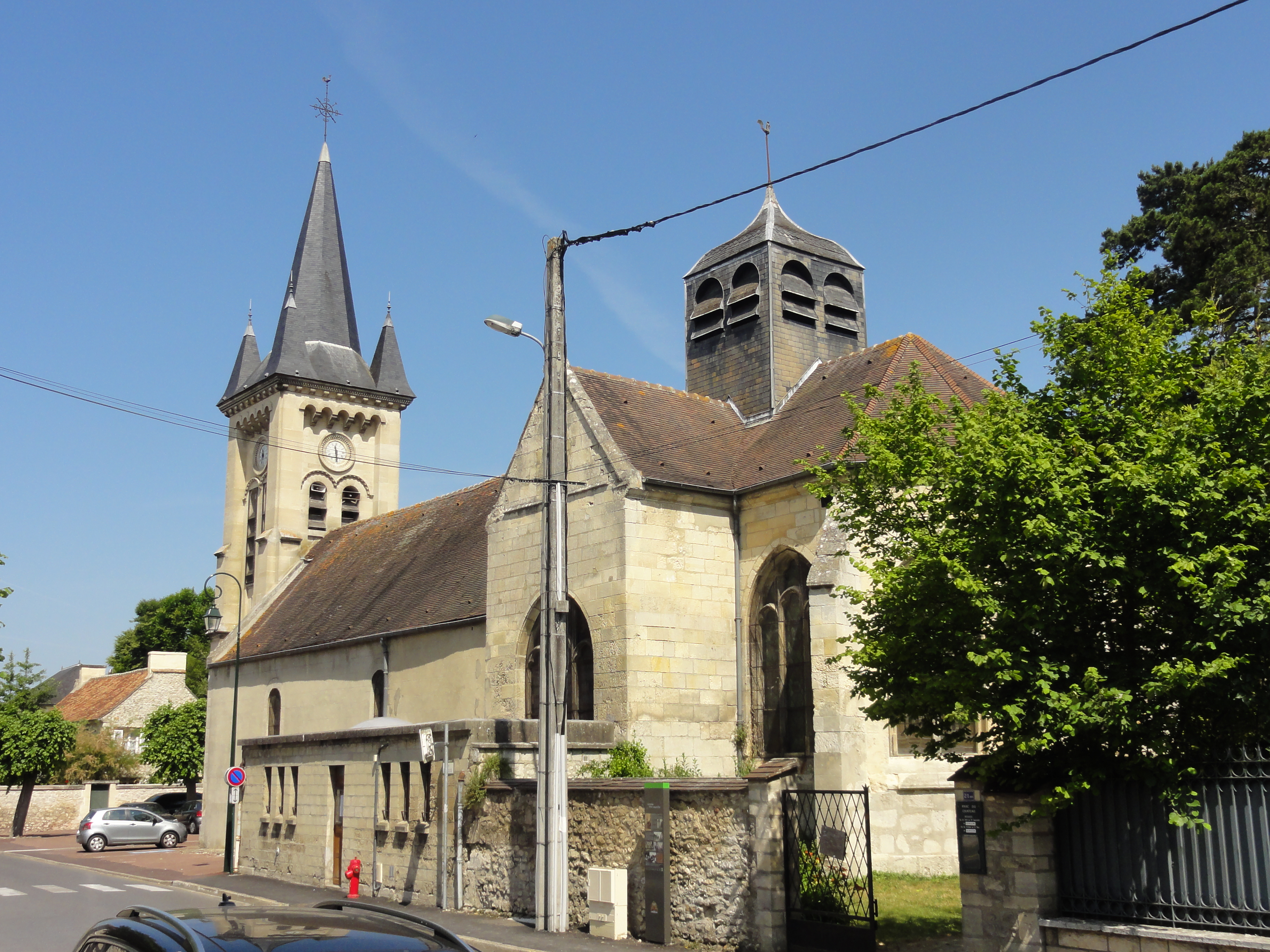
Kirche Saint-Nicolas
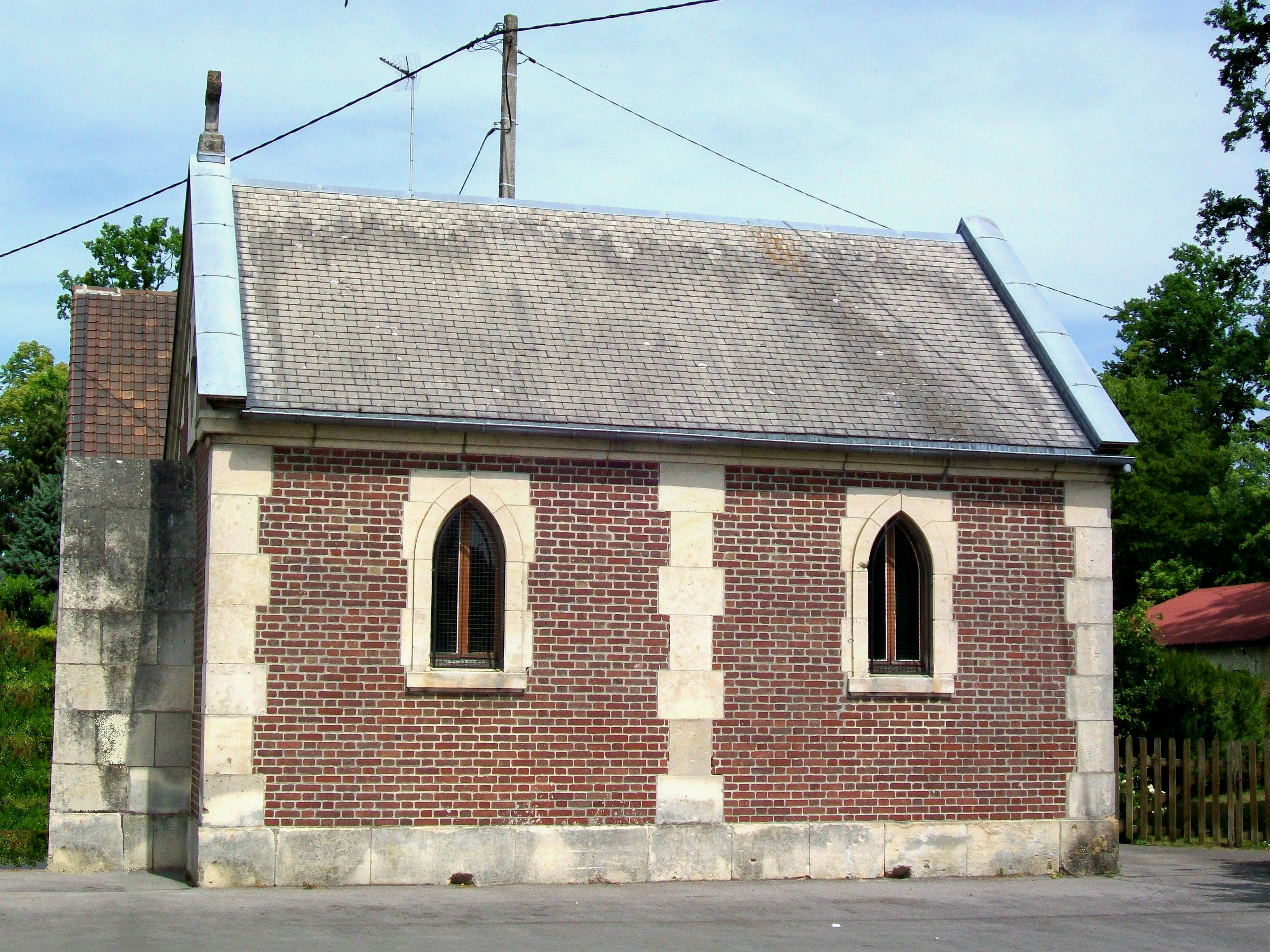
Mennoniten-Tempel
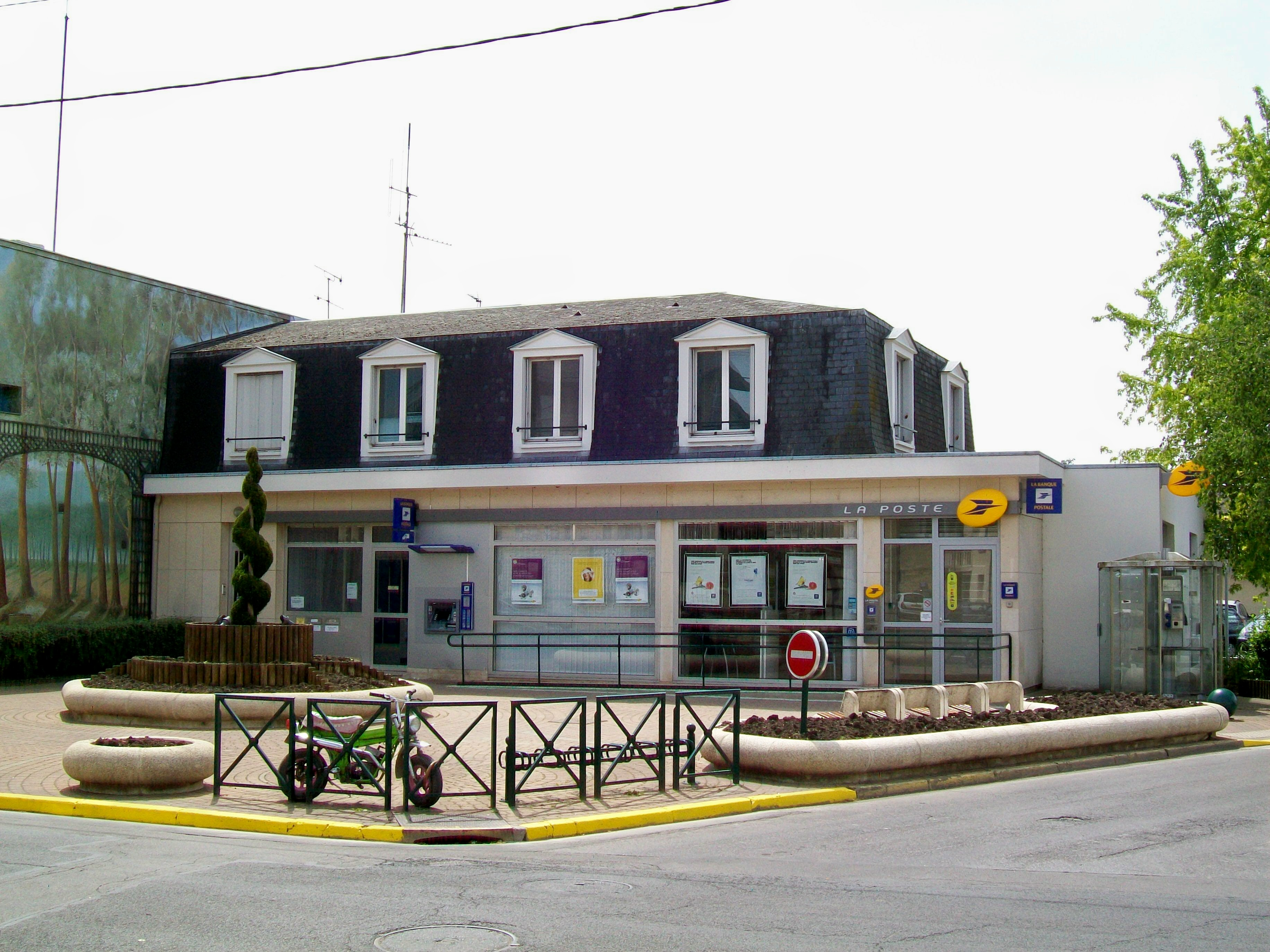
Postamt